# Milíčov
Milíčov är en ort i Tjeckien.   Den ligger i regionen Vysočina, i den centrala delen av landet, 100 km sydost om huvudstaden Prag. Milíčov ligger 668 meter över havet och antalet invånare är 125.
Terrängen runt Milíčov är huvudsakligen platt, men åt sydost är den kuperad. Milíčov ligger uppe på en höjd. Runt Milíčov är det ganska tätbefolkat, med 54 invånare per kvadratkilometer. Närmaste större samhälle är Jihlava, 14,3 km öster om Milíčov. I omgivningarna runt Milíčov växer i huvudsak blandskog.